# Vámosszabadi
Vámosszabadi – wieś i gmina w północno-zachodniej części Węgier, w pobliżu miasta Győr. Miejscowość leży na obszarze Małej Niziny Węgierskiej, w pobliżu granicy słowackiej. Administracyjnie należy do powiatu Győr, wchodzącego w skład komitatu Győr-Moson-Sopron.
Gmina Vámosszabadi liczy 1562 mieszkańców (2009) i zajmuje obszar 22,37 km².